# Unbranded (album)
Unbranded; Music from the e.e.c. surplus is een studioalbum van de Britse muziekgroep Parallel or 90 Degrees (Po90).
Het is het vierde officiële album van de band. Het is echter de muzikale opvolger van het album The Time Capsule. De band is van samenstelling gewijzigd. Het album is weer opgenomen in Leeds, thuisbasis van de band. In het album een dankwoord aan The Flower Kings voor inspiratie in een wereld die tegen progressieve rock leek te zijn, TFK zou later de doodsteek voor Po90 zijn.

## Musici
- Sam Baine – synthesizers, piano
- Ken Senior – basgitaar
- Andy Tillison – zang, synthesizers en orgel
- Gareth Harwood – gitaar
- Alex King – slagwerk

met gast
- Martin Orford van IQ – dwarsfluit on Shoulder

## Composities
1. Gods Of Convenience (9:10)
2. Migraine (8:19)
3. Unbranded (8:36)
4. Shoulder To Shoulder (11:26)
5. Space Junk (10:38)
6. An Autopsy In Artificial Light (25:04) (afterlifecycle deel 2)
  1. Simmer
  2. Artificial light
  3. sitting duck on a carpark floor
  4. Gears, dandelions, total darkness
  5. afterlife wot? (part 3)
  6. the five o’clock rush

De laatste track zou origineel niet op het album verschijnen, baas van Cyclops Records Malcolm Parker drong erop aan dat dat wel gebeurde.Het album is inmiddels niet meer officieel verkrijgbaar; alleen nog tweedehands.

## Dvd
Gedurende de concerten ter promotie van dit album, kon een video gekocht worden; een Dvd was ook kort in de handel. Ook deze beide artikelen zijn alleen nog tweedehands verkrijgbaar.